# Schlacht um Ap Bac
Schlacht um Tua Hai (1960) – Schlacht um Ap Bac (1963) – Schlacht von Nam Dong (1964) – Tonkin-Zwischenfall (1964) – Operation Flaming Dart (1965) – Operation Rolling Thunder (1965–68) – Schlacht von Dong Xoai (1965) – Schlacht im Ia-Drang-Tal (1965) – Operation Crimp (1966) – Operation Hastings (1966) – Schlacht von Long Tan (1966) – Operation Attleboro (1966) – Operation Cedar Falls (1967) – Schlacht um Hügel 881 (1967) – Schlacht bei Dak To (1967) – Schlacht um Khe Sanh (1968) – Tet-Offensive (1968) – Schlacht um Huế (1968) – Operation Speedy Express (1968/69) – Operation Dewey Canyon (1969) – Schlacht am Hamburger Hill (1969) – Operation Menu (1969/70) – Operation Lam Son 719 (1971) – Schlacht um FSB Mary Ann (1971) – Schlacht um Quảng Trị (1972) – Operation Linebacker (1972) – Operation Linebacker II (1972) – Schlacht von Xuan Loc (1975) – Operation Frequent Wind (1975)
Die Schlacht um Ap Bac (vietnam. Ấp Bắc) war ein kurzes, aber militärgeschichtlich bedeutsames Ereignis während der ersten Jahre des Vietnamkrieges. Während der Schlacht kämpfte ein Bataillon der Nationalen Volksbefreiungsfront (Vietcong) in Südvietnam gegen numerisch weit überlegene Truppen der Armee der Republik Vietnam (ARVN). Trotz des Einsatzes von Kampfbombern, Artillerie, Hubschraubern und gepanzerten Truppentransportern gelang es den Regierungstruppen nicht, die Guerillakräfte zu besiegen. Vergeblich befahlen amerikanische Berater den vietnamesischen Offizieren, offensiv vorzugehen. Einige Einheiten und Befehlshaber weigerten sich zu gehorchen und forderten stattdessen Luftunterstützung an. Noch am selben Tage gelang es den Partisanen schließlich, im Schutz der Dunkelheit zu entkommen. 

## Hintergrund

### Vietnam 1960/1962

Indochina zu Beginn der 1960er Jahre

Anfang der 1960er Jahre war Südvietnam ein Land im Aufruhr, nach wie vor war Ngo Dinh Diem offizieller Präsident der Republik. Doch aufgrund von zahlreichen repressiven Maßnahmen, wie beispielsweise der Verfolgung Andersdenkender, Zwangsumsiedlungen und hoher Pachtabgaben steigerte sich der Unmut in der südvietnamesischen Bevölkerung. Anfang 1959 kam es schließlich zu den ersten bewaffneten Auseinandersetzungen zwischen Aufständischen und Regierungstruppen. Den Anfang machte das indigene Volk der Kor, eines der zahlreichen Bergvölker im vietnamesischen Hochland. Sie überfielen das Dorf Teo Reo, das eine Garnison der ARVN war. 60 Mann der Besatzung wurden getötet, wenig später erhoben sich auch einige andere Stämme.
Auch andernorts organisierte sich der Widerstand gegen das Regime. Ehemalige Viet Minh, denen es gelungen war, den Verfolgungen zu entkommen, stellten erste Partisaneneinheiten auf. So kam es im Februar 1960 in Tay Ninh zu der berüchtigten Schlacht um Tua Hai, in deren Verlauf es den Rebellen gelang, das Hauptquartier des 32. Regiments einzunehmen und sehr große Mengen von Waffen zu erbeuten. Während der nächsten zwei Jahre breitete sich der Aufstand wie ein Lauffeuer im ganzen Land aus.
Auch Hanoi änderte seine bisher defensive Strategie, und im Verlauf des Jahres 1960 sickerten etwa 4500 ursprünglich aus dem Süden stammende Guerilleros in ihre Heimatregionen ein. Schließlich wurde am 20. Dezember 1960, in einer geheimen Basis unweit von Saigon die Nationale Front für die Befreiung Südvietnams gegründet. Sie organisierte den politischen und militärischen Widerstand gegen das Regime auf einer neuen Ebene. Die Rebelleneinheiten erhielten ein zentrales Kommando, zahlreiche Komitees wurden gegründet, die sich auf Interzonen-, Provinz-, Distrikt-, Stadt- und Dorfebene organisierten.
Bis Ende 1961 änderte sich die militärische Lage in Südvietnam dramatisch. Bisher konnten sich die Regierungsvertreter und Soldaten der ARVN ungehindert im Land bewegen und Jagd auf die vermeintlichen Gegner des Staates machen. Doch nun wurden in vielen Provinzen die Verfolger zu Verfolgten. Auch großzügige militärische und wirtschaftliche Hilfe durch die USA konnte daran nichts ändern. Ende 1961 befand sich das Regime endgültig in der Defensive. Jeden Monat wurden mehr als 200 Anhänger Diems getötet, die Zahl der Verletzten stieg auf mehr als 1000. Diem musste selbst eingestehen, dass ihm die Kontrolle über sein Land immer mehr aus den Händen glitt. Im Juni 1961 schrieb er einen Brief an den neu ins Amt gekommenen US-Präsidenten John F. Kennedy und bat darin um Geld für den Aufbau der südvietnamesischen Streitkräfte. Außerdem forderte er ein Militärbündnis und die Entsendung amerikanischer Kampftruppen. Kennedy entschloss sich, diese Forderungen in einem gewissen Maße zu erfüllen und die Militär- und Wirtschaftshilfe wurde massiv aufgestockt und die Anzahl der Militärberater beinahe verdreifacht – von 3200 im Dezember 1961 auf über 9000 ein Jahr später. US-Truppen sollten Aufklärungsflüge und den Lufttransport übernehmen, außerdem wurde das „Militärische Hilfskommando Vietnam“ (MACV) gegründet. Zudem wurden die Green Berets in die vietnamesischen Wälder geschickt, um nationale Minderheiten zu rekrutieren und für ihre Zwecke zu nutzen.

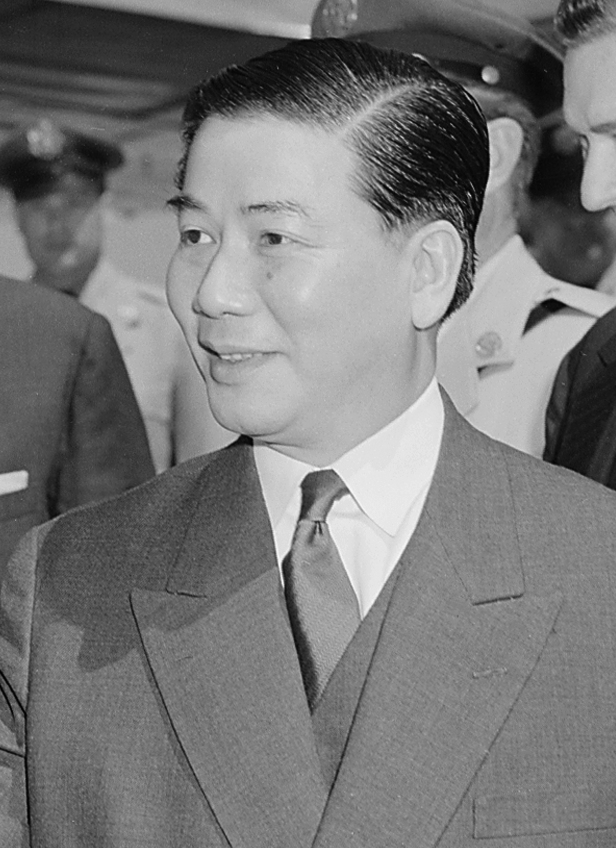
Präsident Ngo Dinh Diem war Anführer des Saigoner Regimes

Zudem wurde mit großem Aufwand das Wehrdorfprogramm, der so genannte „Taylor-Staley-Plan“, im März 1962 begonnen. Dieser sah vor, dass große Teile der Bevölkerung in mit Stacheldraht, Wassergräben und Aussichtstürmen befestigte Dörfer umgesiedelt und so von dem Einfluss der Rebellen ferngehalten werden sollten. Doch sehr viele Bauern wollten die Härten der Umsiedlung nicht auf sich nehmen. Korruption und Missmanagement verhinderten eine effektive Verteilung der für das Programm bereitgestellten amerikanischen Mittel. Vom zentralen Hochland abgesehen, wo die CIA das Programm leitete, war das Wehrdorfprogramm ein Fehlschlag. Die NLF zerstörte unzählige dieser Dörfer oder brachte sie unter ihr Kommando. 1963 schrieb die New York Times: „Man trieb einfach einige Leute zusammen, warf ihnen eine Rolle Stacheldraht über den Kopf und das strategische Dorf war fertig.“
Durch das Wehrdorfprogramm brachte die Regierung weite Teile der Bevölkerung gegen sich auf. Doch militärisch gesehen war das Jahr 1962 durchaus erfolgreich für Saigon. Die Amerikaner hatten der ARVN zahlreiche neue Waffen, wie Schützenpanzer, Hubschrauber, Kampfbomber und Artillerie zukommen lassen. Durch die neu gewonnene Mobilität konnte sie einige Siege über die Rebellen erringen. Eine Zeit lang schien es so, als hätten sie endlich ein Mittel gefunden, um den Aufstand im eigenen Land effektiv bekämpfen zu können. Für die NLF stellte die technische Überlegenheit der Amerikaner und der Regierungstruppen ein großes Problem dar. Nur sehr langsam konnte sie ihre Taktik den neuen Gegebenheiten anpassen.

## Kampf um Ap Bac

### Vorbereitungen
In den Jahren von 1960 bis 1962 gelang es der Befreiungsfront die Provinzen des Mekongdeltas weitgehend unter ihre Kontrolle zu bringen. Das unübersichtliche Land des Deltas, durchzogen mit Kanälen, Reisfeldern, Sümpfen, unwegsamen Pfaden und dichten Busch, war das ideale Gelände für den Guerillakrieg. Dabei konnten sie auf Mao Zedongs Konzepte des Guerillakampfes zurückgreifen, der wie geschaffen war für das Mekongdelta. Die Befreiungsfront verfügte über eine hervorragend funktionierende Verwaltung. Einheiten ihrer Armee und politische Kader konnten sich ungehindert bewegen. In den Reisfeldern des Deltas standen geflochtene Sowjetsterne, an primitiven Anschlagtafeln hingen handgezeichnete Plakate der Guerilleros. Niemand entfernte sie und von den Bauern wurden sie als Symbole einer sich installierenden Macht angesehen. Unzählige Funktionäre der Regierung wurden umgebracht oder so eingeschüchtert, dass sie freiwillig mit der NLF zusammenarbeiteten.

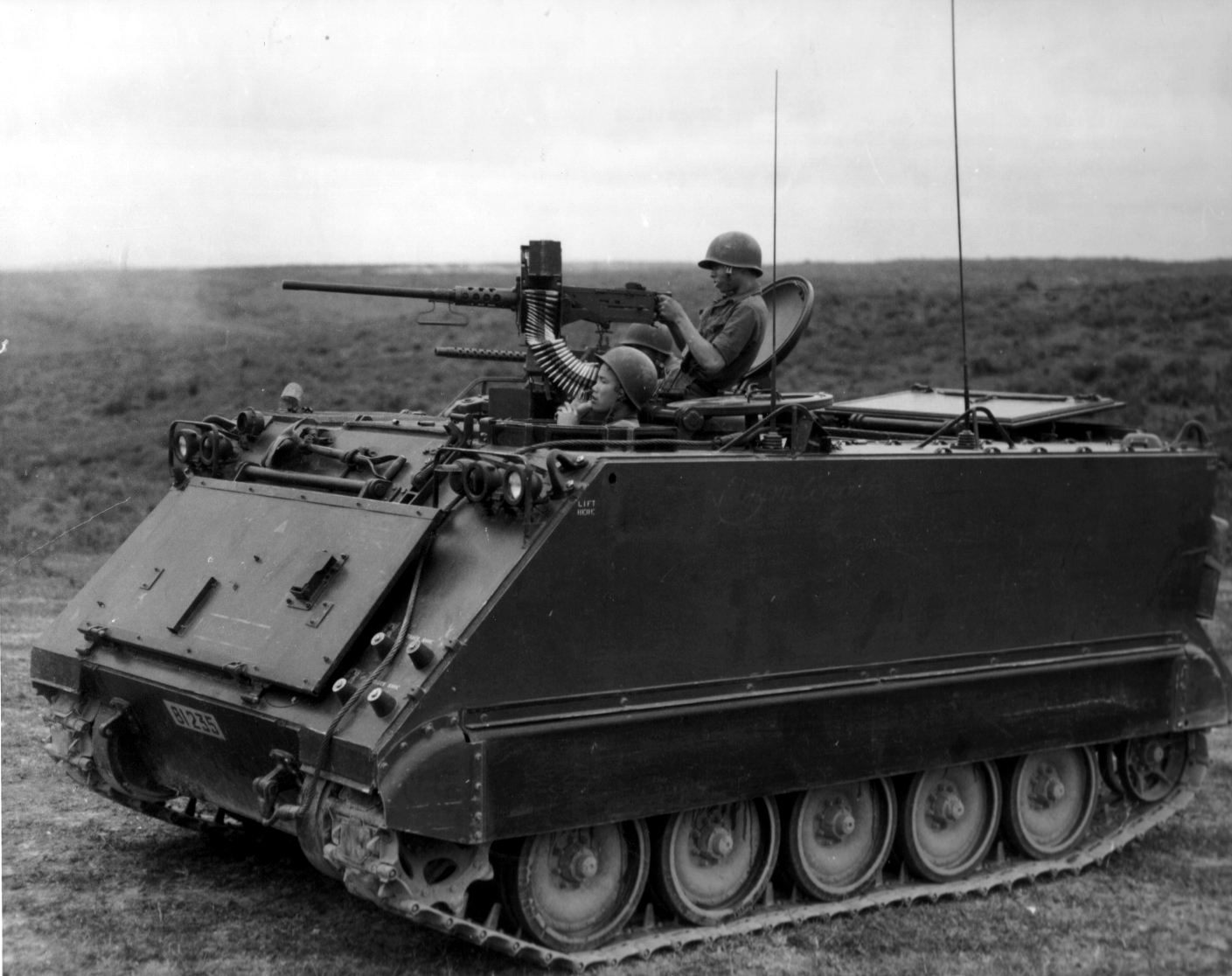
Ein frühes Modell des M-113-Schützenpanzers

Während sich die Partisanen vor den Toren Saigons ungehindert bewegen konnten, hatten die Regierungstruppen, nach herkömmlichen Strategien operierend, dem nur wenig entgegenzusetzen. Ende 1962 versuchten die Amerikaner, das Delta wieder unter ihre Kontrolle zu bringen. Sie setzten besonders große Hoffnungen auf den Einsatz neuer Waffentechnologie. So wurde eigens für den Sumpfkrieg der leichte Truppentransportpanzer M113 entwickelt. Dieser konnte sich in Wasser und Schlamm genauso bewegen wie an Land, mit ihm hoffte man endlich Fortschritte erzielen zu können.
Ende 1962 operierte das 514. Bataillon der Befreiungsarmee in den Provinzen Dinh Tuong, Vinh Long und Kien Hoa. Es war eine kampferprobte und gut ausgerüstete Einheit, die bereits einige Siege über die ARVN erringen konnte. Es verfügte über 4 Maschinengewehre, einige Karabiner und automatische Waffen, ausnahmslos erbeutete amerikanische Gewehre. Die Munition reichte jedoch nicht für einen länger andauernden Kampf. Im Oktober 1962 operierte das Bataillon in dem Gebiet zwischen My Tho und Saigon, im November wurde es im Nordwesten der Provinz Dinh Tuong gesehen. Den Dezember über lagerten die NLF-Soldaten in der Nähe des Dorfes Babeo, einige Kilometer südöstlich des Schlachtfeldes. Am 28. Dezember schließlich entdeckte man ein Lager des Bataillons 3 Kilometer westlich von Ap Bac, 80 km südwestlich von Saigon. Auf heftiges Drängen seines amerikanischen Beraters Oberstleutnant John Paul Vann entschloss sich der Kommandeur der 7. Infanteriedivision der ARVN, Oberst Bui Dinh Dam, das Bataillon anzugreifen. Um den Angriff durchzuführen mobilisierte er drei Bataillone der 7. Division, zwei Ranger-Kompanien, vier Kompanien der Zivilgarde, vier Kompanien der regionalen Selbstverteidigungskräfte, 13 M113, eine Batterie aus sechs 105-mm-Geschützen und eine Granatwerferkompanie. Diese insgesamt 3500 Soldaten wurden außerdem von einer Staffel amerikanischer Hubschrauber unterstützt. Es sollte das erste Mal sein, dass die 7. Division unter dem Kommando von Oberst Dam in den Kampf geführt wurde.
Bataillonskommandeur Duyen erfuhr am 1. Januar um 19:00 Uhr von dem geplanten Angriff. Der Nachrichtendienst der NLF hatte den Funkverkehr der ARVN abgehört und war über alle geplanten Maßnahmen informiert. Am nächsten Tag verlegte Duyen seine Truppen in das Dorf, sofort begannen sie damit Gräben auszuheben und zu befestigen. Das Bataillon war mit seinen 2 Kompanien, insgesamt kaum 240 Mann, dem Feind zahlenmäßig weit unterlegen, daher forderte Duyen über Funk Verstärkung an. Um 3:45 Uhr trafen 50 weitere Kämpfer der örtlichen Guerillabewegung ein. Zu dieser Zeit war das Dorf einigermaßen befestigt, die von den Dorfbewohnern bereits ausgehobenen Tunnel und Gräben kamen den Guerilleros nun zugute. Eine halbe Stunde später verlegte Duyen seine Truppen ein weiteres Mal. In der Baumlinie vor Ap Bac gruben sich die Soldaten dann schließlich ein. Am 2. Januar, um 4:30 Uhr früh waren alle Vorbereitungen abgeschlossen. Etwa zur selben Zeit setzten Flussboote die Einheiten der 7. Infanteriedivision nördlich von Ap Bac an Land. Als Nächstes brachten Lastwagen weitere Truppen zu einer Kreuzung südlich des Ortes. Schützenpanzer und Helikopter setzten noch mehr Soldaten nördlich und westlich des Schlachtfeldes ab. Um 6:00 Uhr traf schließlich die letzte Einheit ein und vollendete die Einkesselung.

### Verlauf der Schlacht
Am 2. Januar um 6:00 Uhr früh begann die Artillerie der ARVN mit dem Beschuss des Dorfes. Eine halbe Stunde später wurde das Feuer eingestellt und das 11. Bataillon des 11. Regiments landete nördlich der Stellungen. Amerikaner und Südvietnamesen hatten bis zu diesem Zeitpunkt damit gerechnet, den Feind zu überraschen. Doch nun mussten sie erkennen, dass dieser sich gut auf die Schlacht vorbereitet hatte. Südlich des Dorfes landeten die Sondergruppen A und B, die aus zwei Kompanien der Zivilgarde bestanden. Sie standen unter dem Kommando des Provinzkommandeurs von Dinh Tuong, Major Lam Quang Tho. Westlich des Dorfes wurden die M113 Truppentransporter aufgefahren, diese wurden von Hauptmann Ly Tong Ba kommandiert. Die Felder im Osten wurden nicht besetzt, denn falls die Guerilleros in diese Richtung fliehen würden, könnten sie mit Leichtigkeit durch Artilleriebeschuss und Luftangriffe vernichtet werden. Um 7:00 Uhr früh waren die NLF-Soldaten komplett umstellt.
Die beiden Kompanien der Zivilgarde begannen mit dem ersten Angriff. Duyen berichtete: „Unsere Leute eröffneten das Feuer erst, als die erste Welle bis auf 30 m heran und die hintere Reihe noch in Schussweite war. Binnen weniger Sekunden verlor der Feind etwa 40 Mann und zog sich zurück.“ Ein Kompaniechef war unter den ersten Toten. Während der nächsten 2 Stunden kam es zu 4 weiteren Angriffen, die jedoch alle durch das 514. Bataillon zurückgeschlagen wurden. „Bis 7:30 Uhr trug er (der Feind) drei weitere Angriffe vor, denen jeweils schwerer Beschuss und neue Bombardements aus der Luft vorausgingen. Beim vierten versuchte der Gegner, uns mit zwei Zügen in die Flanke anzugreifen, während die Hauptmacht wieder gegen das Zentrum vorstieß.“ Während weiterer Kämpfe musste sich die nördliche Flanke einen Kilometer hinter ihre Ausgangsstellung zurückziehen. Um 10:00 Uhr wurde der Bataillonskommandeur der ARVN durch Scharfschützenbeschuss schwer verwundet, sodass der Angriff völlig zum Erliegen kam. Nun entschloss sich Oberst Dam dazu, 2 Kompanien der Reservetruppen der 7. Division westlich von Ap Bac abzusetzen. John Paul Vann hoffte, dass die Guerilleros diesen Teil des Dorfes nicht besetzt hatten. Die Einsatzgruppe bestand aus 7 CH-21 und 5 UH-1 Hueys, doch als sie zur Landung ansetzten, gerieten sie sofort in schweres Maschinengewehrfeuer. Die Reservetruppe erlitt, schon als sie die Hubschrauber verlassen wollte, schwere Verluste. Ein US-Pilot sagte: „Als diese armen Vietnamesen aus den Helikoptern stiegen, war es für die Vietcong wie Entenschießen.“ 9 Hubschrauber wurden beschädigt und ein weiterer blieb am Boden liegen. Als weitere Helikopter versuchten die Besatzung zu retten, gingen noch drei weitere Maschinen verloren. Bei dem Versuch einen Gegenangriff zu organisieren, wurde Hauptmann Kenneth Good, ein West Point-Absolvent aus Hawaii, durch Maschinengewehrbeschuss getötet. Die Überlebenden der Kompanie gerieten unter schweren Beschuss und konnten sich nicht von der Stelle bewegen.

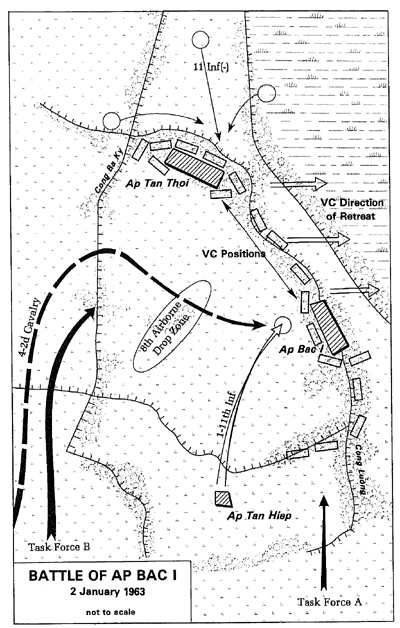
Angriffsplan der südvietnamesischen Truppen

Um 9:00 Uhr wurde der Artilleriebeschuss fortgesetzt, doch die meisten Geschosse verfehlten ihr Ziel und landeten in den Reisfeldern. Duyen äußerte sich zu dem Beschuss: „Wir lagen sehr gut versteckt. Weder bei diesem noch bei späteren Bombardements verloren wir auch nur einen Mann.“ Die NLF-Kämpfer hatten bis zu diesem Zeitpunkt nur einen Toten und 4 Verwundete zu beklagen. Kurz nach 10:00 Uhr wurde dem Kommandeur der M 113 der Befehl zum Vorrücken erteilt, um die Hubschrauberbesatzungen zu retten. Doch Hauptmann Ly Tong Ba, ein Anhänger Diems, verzögerte den Angriff und weigerte sich anfangs überhaupt vorzurücken. Einer der Offiziere zerstörte sogar sein Funkgerät und erklärte später, dass es deshalb nicht habe weiterfahren können. Die Panzer benötigten fast 4 Stunden, um das nur 2 km entfernte Schlachtfeld zu erreichen. Schließlich fuhren die M 113 hinter den zerschossenen Hubschrauberwracks westlich von Ap Bac auf. Hauptmann Ba übergab das Kommando über die Einheiten an einen Unteroffizier und zog sich zurück. Eigentlich sollten die Panzer über das Reisfeld hinweg auf die feindlichen Stellungen zufahren und den Gegner überrollen. Doch die Fahrzeuge bewegten sich nicht von der Stelle. Kuno Knöbl berichtete über den Unwillen der ARVN-Soldaten: „Was Techniker feinsinnig ausgeklügelt hatten, wurde zur Farce in den Händen von Männern, die sich weigerten, auch nur den Versuch eines Angriffs zu unternehmen.“ Anstatt einen konzentrierten Angriff zu unternehmen, kam es nur zu sporadischen Vorstößen, was es den Guerillas ermöglichte, das Feuer auf ein Fahrzeug nach dem anderen zu richten. Erst eine halbe Stunde später bewegten sich die Fahrzeuge auf die Stellungen des 514. Bataillons zu. Währenddessen schickte Kommandeur Duyen eine Spezialeinheit vor, die aus 15 Freiwilligen bestand, welche die Panzer zerstören sollten. Sie robbten über das Feld in Richtung der M 113. Als sich die Panzer den Stellungen näherten, sprangen sie auf und warfen Handgranaten. 13 der 15 Mann wurden dabei getötet, doch im Gegenzug gelang es ihnen 4 M 113 zu zerstören und 2 weitere zu beschädigen, wodurch der Angriff endgültig zum Erliegen kam. Die Regierungssoldaten in den Panzern hielten sich versteckt und schossen, von ihren Offizieren im Stich gelassen, mit den eingebauten Maschinengewehren blindlings in die Gegend. Um 14:30 Uhr zogen sich die verbliebenen Fahrzeuge zurück.
Im Süden erhielt Major Tho den Befehl, mit seinen Truppen vorzurücken und den Guerilleros in den Rücken zu fallen. Dieser hatte seinen Befehlsstand 15 km südöstlich von Ap Bac aufgeschlagen und wusste nicht, wie die Lage auf dem Schlachtfeld aussah. Viermal wurde ihm befohlen anzugreifen, doch jedes Mal weigerte sich der Provinzkommandeur zu gehorchen. Spätestens um 16:00 Uhr war klar geworden, dass die Schlacht nicht mehr gewonnen und die Guerilleros nicht mehr aus ihren Stellungen vertrieben werden konnten. Mittlerweile war noch ein fünfter amerikanischer Helikopter schwer beschädigt worden, sodass er auf den Feldern um Ap Bac liegen blieb. Von insgesamt 15 Hubschraubern waren während der Schlacht 5 zerstört und 9 weitere beschädigt worden. Um 14:00 Uhr hatte Generalmajor Huyn Van Cao, Kommandeur des III. Armeekorps, angeordnet, Fallschirmjäger westlich von Ap Bac absetzen zu lassen, um die Partisanen doch noch zu besiegen. Oberst Dam und Vann wollten eigentlich, dass die Soldaten den Osten des Dorfes besetzen, damit die Gegner nicht entkommen konnten. Doch da General Cao bereits größere Verluste erlitten hatte als geplant, lehnte er ab. Erst um 18:20 landete endlich ein Fallschirmjägerbataillon hinter den eigenen Linien und geriet in der anbrechenden Dunkelheit sofort unter Feuer. 4 Mann wurden sofort getötet und 11 weitere verletzt. Im Nachhinein stellte sich heraus, dass die Soldaten von Männern der eingeschlossenen Reservetruppe beschossen worden waren. Später meinte Oberstleutnant Vann zu Caos Entscheidung: „Sie wollten lieber eine Niederlage unterstützen, als zu versuchen den Sieg zu erringen.“ Der amerikanische Berater von General Cao, Oberst Daniel Porter, forderte, Ap Bac solle während der kommenden Nacht beschossen werden. Durch Feldbeleuchtung sollten die Feinde davon abgehalten werden sich zurückzuziehen. General Cao wies diese Vorschläge jedoch zurück und meinte, man müsse mit den (amerikanischen) Leuchtbomben sparsam umgehen.

### Rückzug und Verluste durch friendly fire
Derweil hatte Bataillonskommandeur Duyen damit gerechnet, dass ihm in der Nacht der Rückzug abgeschnitten werde. Er erteilte seinen Männern den Befehl, die Verteidigungsanlagen auszubauen, um für die kommenden Kämpfe gewappnet zu sein. Doch um 23:00 Uhr meldeten ihm Späher, dass die ARVN das Gebiet im Osten von Ap Bac nicht besetzt habe. Daher befahl er um Mitternacht den Rückzug des 514. Bataillons. In völliger Ordnung verließ es seine Stellungen und zog sich nach Binh Phong Thanh, einem 6 km von Ap Bac entfernten Dorf zurück.
Obwohl die Truppen der Befreiungsarmee längst ihre Stellungen verlassen hatten, fand das Sterben in Ap Bac noch kein Ende. Um 12:00 Uhr Mittags des darauffolgenden Tages begannen Soldaten der ARVN damit, die Gefallenen in Hubschrauber zu verladen, als Major Tho plötzlich das Artilleriefeuer auf das Dorf eröffnete. Obwohl die Amerikaner den Provinzkommandeur sofort darauf aufmerksam machten, dass sich die Feinde schon längst zurückgezogen hatten, weigerte sich Major Tho das Feuer einzustellen. Der sinnlose Artilleriebeschuss kostete die Regierungstruppen durch friendly fire weitere 5 Tote und 14 Verwundete.
Schon am 4. Januar kehrte ein Teil des Bataillons nach Ap Bac zurück. Doch dieses Mal weigerten sich die südvietnamesischen Offiziere anzugreifen. Den Amerikanern blieb nichts anderes übrig, als Funkpersonal, Mechaniker und Köche zu mobilisieren, um eine Sperrkette zu bilden, die die NLF-Soldaten aufhalten sollte. Fünf Tage später kehrte das Bataillon in voller Stärke nach Ap Bac zurück. Wieder weigerten sich die Offiziere der ARVN vorzurücken. Erst im April rückte Corpskommandant Cao mit 5000 Mann gegen Ap Bac vor. Am Vorabend der Operation schickte der General eine Kompanie Milizsoldaten in Richtung Ap Bac, sie sollten eigentlich die Wege sichern. Doch die Kompanie geriet in einen gut vorbereiteten Hinterhalt und wurde bis auf den letzten Mann aufgerieben. Am nächsten Tag marschierte die ARVN schließlich in das Dorf ein, doch das feindliche Bataillon war verschwunden. Generalmajor Cao meinte, dass er nun einen „großen und bedeutsamen Sieg“ errungen habe.

## Konsequenzen

### Südvietnamesen

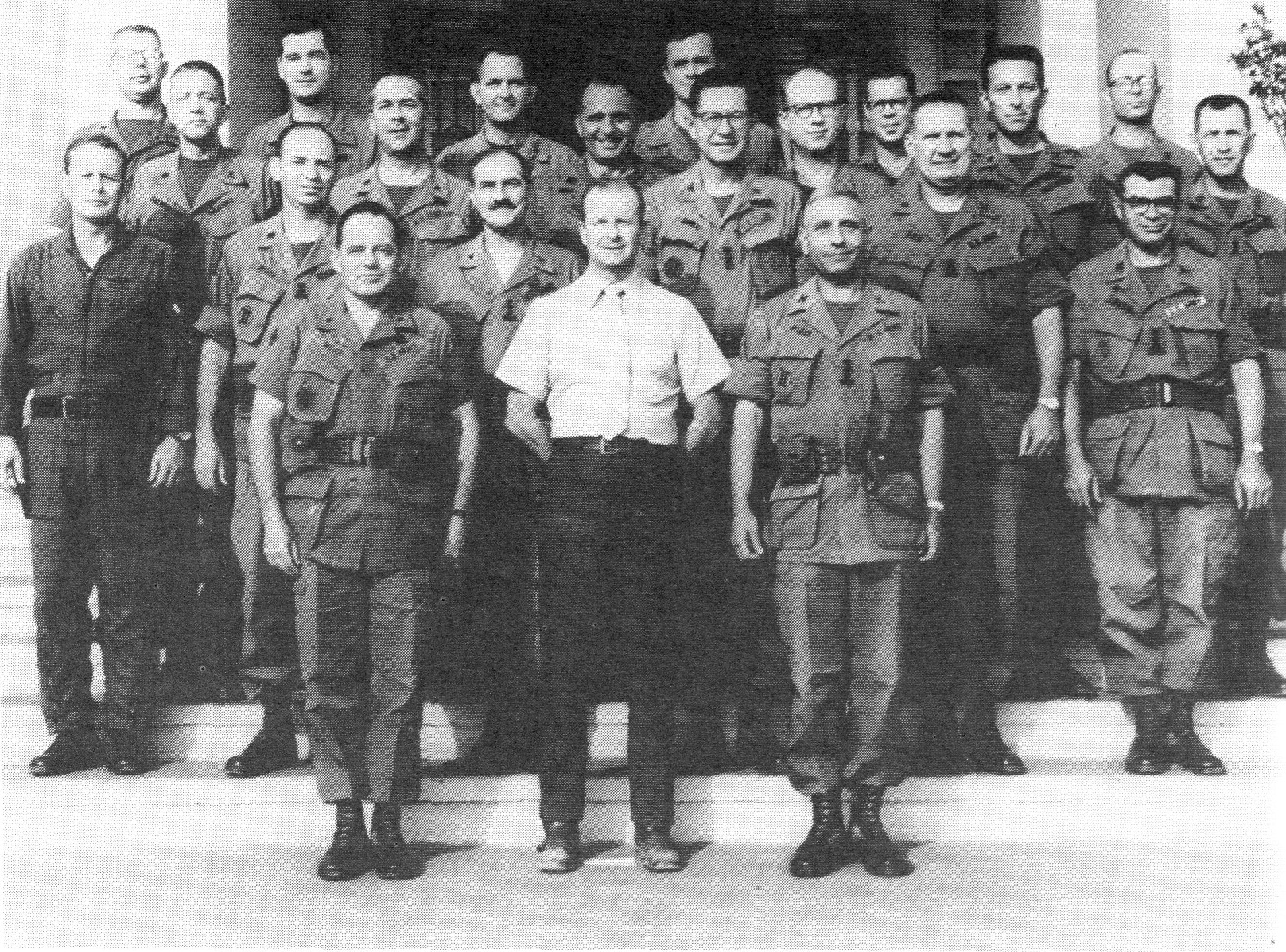
John Paul Vann (Mitte) zu der Schlacht: „Es war eine verdammt miserable Leistung, so wie immer.“

Die Schlacht um Ap Bac hatte in vielerlei Hinsicht weitreichende Konsequenzen. In ihrem Verlauf waren eine Reihe von Fehlern zu Tage getreten, mit denen das südvietnamesische Regime behaftet war. Obwohl sie mehr als zehnmal so viele Soldaten wie die NLF aufbot, konnte die ARVN keinen Sieg erringen. Es zeigte sich deutlich, dass moderne Technologie, Geld und zahlenmäßige Überlegenheit Kampfgeist, Ausbildung und Mut nicht ersetzen konnten. Während die NLF über erfahrene Offiziere verfügte, waren unter Diem Offiziere nicht wegen ihrer Errungenschaften befördert worden, sondern nur auf Grund von Sympathien und Beziehungen zu höher gestellten Persönlichkeiten. Ausufernde Korruption und weit verbreitete Vetternwirtschaft taten ihr Übriges. Hinzu kam, dass ihre Stellung für viele südvietnamesischen Offiziere nichts anderes war als eine Möglichkeit, sich über ihre Untergebenen zu erheben. Die Moral der normalen Fußsoldaten wiederum war schlecht. Viele waren zwangsrekrutiert oder hatten selbst Angehörige, die in den Reihen der Befreiungsarmee kämpften. Darüber hinaus war es gewöhnlichen Soldaten kaum möglich in höhere Stellungen aufzusteigen, insofern sie nicht über Kontakte in dem gehobenen Beamtentum oder der Wirtschaftselite verfügten. Auch noch Jahre später hatte sich an dieser Tatsache praktisch nichts geändert. Im Gegensatz dazu waren die Moral und der Kampfwille der Guerillas hoch. Trotz zahlenmäßiger Unterlegenheit und einem enormen Druck hielten sie den Angriffen stand und gerieten nicht in Panik. „Die Vietcong waren tapfere Männer“, sagte einst ein amerikanischer Pilot. „Mein Gott, wir wollten eine Maschinengewehrstellung ausschalten und flogen 15 Angriffe darauf, und jedes Mal dachten wir, wir hätten ihn erwischt, und jedes Mal kam der Schütze zurück und feuerte weiter.“

### US-Militär
Einige Stunden nachdem sich das 514. Bataillon aus Ap Bac zurückgezogen hatte, besuchte der amerikanische Oberbefehlshaber in Vietnam, General Paul Harkins den Gefechtsstand des Corpskommandanten. David Halberstam von der New York Times zufolge erklärte er dort: „Jetzt haben wir sie in der Falle. Jetzt wird sie zugemacht.“ Die Amerikaner waren über diese Lagebeurteilung ihres Vorgesetzten sehr verwundert. So wie General Harkins mit seinem Besuch, demonstrierte auch Major Tho mit seinem verspäteten Artilleriebeschuss, dass die Kommandeure vor Ort nur sehr schlecht über den Verlauf der Schlacht informiert waren. Doch anstatt aus dem Desaster Konsequenzen zu ziehen, taten die Amerikaner genau das Gegenteil. General Harkins versuchte verzweifelt die Schlacht zu einem Erfolg schönzureden. Nachdem einige Zeitungen über das Versagen der südvietnamesischen Offiziere und die Machtlosigkeit der Amerikaner berichtet hatten, beauftragte Botschafter Nolting seinen Pressereferenten, ein „Weißbuch“ über die „verderbliche Rolle“ allzu kritischer Journalisten anzulegen. Präsident Kennedy versuchte vergeblich, die New York Times zu der Abberufung Halberstams zu bewegen.

### Nationale Befreiungsfront
Für die Truppen der Volksbefreiungsarmee war die Schlacht um Ap Bac ein glorreicher Sieg. Der nordvietnamesische Oberbefehlshaber General Vo Nguyen Giap äußerte sich dazu persönlich am 19. Juli 1964 in der nordvietnamesischen Parteizeitung Nhan Dan: „Die Schlacht um Ap Bac, die mit einem Sieg der Befreiungsarmee und der lokalen Guerillas von My Tho endete, wirft ein strahlendes Licht auf den heldenhaften Kampf des südvietnamesischen Volkes und schuf neuen Mut, den Feind gnadenlos zu verfolgen und ihn zu töten.“ Zum ersten Mal gelang es den Partisanen, Regierungstruppen, die mit modernen Waffen ausgerüstet waren, schweren Widerstand zu leisten. Es war ihnen gelungen, Taktiken zu entwickeln, um der technischen Überlegenheit des Feindes entgegenzuwirken. Duyen berichtete: „Wir hatten nicht mehr als 21 Tote und 17 Verwundete zu beklagen. Einige unserer Männer waren zwar schwer verwundet worden, doch sie wurden von den Bewohnern des Dorfes so gut gepflegt, dass keiner an seinen Wunden starb.“ Nach der Schlacht veröffentlichte die Befreiungsfront sogar eine 10 Piaster Briefmarke, welche zwei Guerillas zeigte, die auf einen US-Hubschrauber schossen und auf der zu lesen war: „Sieg bei Ap Bac“.
In der Folgezeit kam es zu einigen weiteren Schlachten, die ähnlich wie die bei Ap Bac abliefen und in den meisten Fällen auch  mit einer Niederlage der ARVN endeten, darunter die Schlacht um Thanh Phu. Im Verlauf dieser Operation wurde das Dorf fast genau ein Jahr nach der Schlacht um Ap Bac von 3000 Soldaten, 26 M 113 und mehr als 50 Hubschraubern angegriffen. Die Agentur UPI berichtete, die Schlacht sei der bisher „größte von Hubschraubern vorgetragene Angriff der Kriegsgeschichte.“ Nach zwei Tagen erfolgloser Angriffe und mehr als 600 Toten und Verletzten brach die ARVN den Angriff ab.
Eine ungewöhnliche Episode ergänzt die Geschichte der Schlacht von Ap Bac. Als das 514. Bataillon das Dorf am 9. Januar zum zweiten Mal besetzt hatte, schickte der Kommandeur eine Delegation der Bewohner, die von zwei seiner Männer begleitet wurden, zum Provinzgouverneur. Sie forderten Wiedergutmachung für alle während der Schlacht angerichteten Schäden im Dorf – und die Amerikaner zahlten.